# Cmentarz żydowski w Krasiczynie
Cmentarz żydowski w Krasiczynie – nieużytkowany już cmentarz judaistyczny, znajdujący się w północno-wschodniej części Krasiczyna, przy końcu utwardzonej drogi wyprowadzającej z dolinki Komarskiego Potoku w kierunku wschodnim, na stok wzgórza (ok. 300 m n.p.m.) z dwoma masztami przekaźników telekomunikacyjnych, ok. 100 m powyżej ostatnich zabudowań. 
Dokładna data powstania cmentarza pozostaje nieznana. Był on użytkowany do 1941 r. Został zdewastowany przez nazistów podczas II wojny światowej, wskutek czego zachowały się jedynie trzy macewy w dobrym stanie, z widocznymi hebrajskimi inskrypcjami, oraz ślady po kilkunastu innych.
Cmentarz ma powierzchnię 0,13 ha. Ogrodzony jest drewnianym płotem. Został uporządkowany w 2000 r. dzięki staraniom proboszcza krasiczyńskiej parafii rzymskokatolickiej, ks. Stanisława Bartmińskiego. Przypomina o tym kamienna tablica usytuowana przy wejściu, z okolicznościowym napisem w językach polskim, hebrajskim i angielskim.
Drogą obok cmentarza biegnie niebiesko znakowany, dalekobieżny szlak turystyczny Rzeszów-Grybów, a także znaki lokalnej ścieżki przyrodniczo-kulturowej „Do Ralla”.